# Endostemon glandulosus
Endostemon glandulosus là một loài thực vật có hoa trong họ Hoa môi. Loài này được Harley & Sebsebe mô tả khoa học đầu tiên năm 1989.